# Clephydroneura indiana
Clephydroneura indiana là một loài ruồi trong họ Asilidae. Clephydroneura indiana được Joseph & Parui miêu tả năm 1997. Loài này phân bố ở miền Ấn Độ - Mã Lai.